# Semilla del Tiempo del Bicentenario
La Semilla del Tiempo del Bicentenario es una cápsula del tiempo, un recipiente hermético construido a fin de guardar mensajes y objetos del presente para ser encontrados por generaciones futuras. Su finalidad es preservar mensajes y objetos que sean de interés para los peruanos del futuro y generar puntos de conexión más allá del tiempo, a través de los cuales puedan conversar estrechamente éste presente con el futuro.

La Semilla del Tiempo del Bicentenario tiene como finalidad establecer un puente de integración, alineado con un futuro común entre peruanos, a través de un diálogo del presente y el futuro del país, entre el Bicentenario y el Tricentenario, y en torno a la capacidad de fortaleza y resistencia de los peruanos que afrontan la Pandemia de COVID-19.
El 20 de julio de 2021, la Semilla del Tiempo del Bicentenario fue instalado en el Patio del Bicentenario del Museo Nacional de Arqueología, Antropología e Historia del Perú, donde permanecerá 100 años, hasta el 2121, año del Tricentenario. Asimismo, se creará una sala permanente en el MNAAHP, en donde habrá un dispositivo digital en el cual las personas podrán dejar, en tiempo real, sus mensajes para la "Semilla del Tiempo del Bicentenario", en su versión digital.

## Lanzamiento
El 13 de mayo de 2021, el exministro de cultura, Alejandro Neyra; la directora del Proyecto Especial Bicentenario, Laura Martínez y el capitán de navío, Rudy Quiñones, jefe del Servicio Industrial de la Marina, participaron en el lanzamiento del proyecto de la Semilla del Tiempo del Bicentenario en el Museo Nacional de Arqueología, Antropología e Historia del Perú.

"Este proyecto de la Semilla del Tiempo nos permite pensar en el futuro, en ese país que queremos para las futuras generaciones. Junto al Proyecto Especial Bicentenario y la Marina de Guerra, a través del SIMA, se ha logrado contar con una semilla del tiempo. Será un contenedor que representa a una cerámica inca Chimú. Sobre ese diseño se va a construir una cápsula de tiempo, que alojará las propuestas de todo el país y peruanos en el mundo. En 100 años se abrirá y esa generación sabrá como fue el Perú del bicentenario"
Alejandro Neyra, ministro de cultura; en el lanzamiento del Proyecto Semilla del Tiempo del Bicentenario.

Ese mismo día, el ministro Alejandro Neyra también presentó el Plan Museológico para el Museo Nacional de Arqueología, Antropología e Historia del Perú, que incluye la renovación del área expositiva, los laboratorios, depósitos y áreas administrativas. Además, en este proceso se está trabajando en una museografía moderna, accesible y sostenible, de acuerdo con las exigencias de los nuevos tiempos.

Para el mes de julio está prevista la inauguración de la Sala Independencia en conmemoración del bicentenario. La sala Independencia es la única cuyo espacio -la Quinta de los Libertadores- tiene más de 200 años de antigüedad, habiendo sido residencia de los últimos virreyes, de los libertadores San Martín y Bolívar, y de presidentes de la República. Los trabajos, en general de todo el museo, culminarán en julio de 2024, con la entrega de la segunda parte de la obra, correspondiente al área de colecciones y la inauguración del Museo. En julio de 2023, se entregará la primera parte de los trabajos.

## Convocatoria
Diseñada a partir de un cántaro inca-chimú de la colección del Museo Nacional de Arqueología, Antropología e Historia del Perú; la Semilla del Tiempo del Bicentenario alberga una cápsula de 1.60 m de alto por 1.20 m de diámetro, que preservará objetos destinados a los peruanos y peruanas del mañana, esta será abierta dentro de 100 años, durante las celebraciones del Tricentenario de la Independencia del Perú.
La convocatoria estuvo abierta para todos los peruanos en el país y en el extranjero, donde a través de una página web presentaron sus propuestas de objetos y textos que irán para su custodia en la semilla, dichos objetos tienen que estar vinculados a los temas de valores ciudadanos, diversidad natural y cambio climático,  equidad de género, ciencia y tecnología, creaciones literarias de las ciencias sociales y las humanidades, interculturalidad, inclusión y diversidad, creaciones de arte y arte popular, pandemia COVID- 19, deporte y cuidado de la salud, esta convocatoria abarcó desde el día 13 de mayo hasta el 2 de junio de 2021, para después ser evaluados por un jurado integrado por, Lucha Fuentes, Max Hernández, Luis Lumbreras, Cecilia Bákula, Aracely Quispe y Milagritos Saldarriaga.

## Objetos
El 19 de julio de 2021, el Ministerio de Cultura, el Proyecto Especial Bicentenario y el Museo Nacional de Arqueología, Antropología e Historia del Perú, en el patio del 
presentaron los más de 100 objetos de la época, que fueron guardados en una cápsula de la Semilla del Tiempo del Bicentenario.

"En el Perú hay muchos nudos, desde la guerra de la independencia, en estos doscientos años la propia guerra del pacífico, durante la guerra con Chile y estos procesos complicados, pandemias, que hemos vivido durante nuestra historia, pero, también queremos dejar la semilla de la unión y que mejor hacerlo a través de esta cápsula del tiempo y que los futuros peruanos podrán revisar y leer los mensajes que algunos gobernadores, algunos niños, a través de sus mamás han podido dejar en esta cápsula"
Laura Martínez, directora ejecutiva del Proyecto Especial Bicentenario; en la presentación de los objetos de la Semilla del Tiempo del Bicentenario.

De esta manera, la Semilla del Tiempo del Bicentenario tendrá objetos representativos de las 25 regiones del Perú gestionadas por el Proyecto Especial Bicentenario y otros por iniciativa propia del Grupo de Trabajo Sectorial.
| - Esponja endémica del Lago Titicaca. - Historia de la corrupción en el Perú de Alfonso W. Quiroz. - Kit COVID. - Información sobre el Cáncer. - Inkafont. - Mandatarios que trascienden el tiempo. - "Escucha virus, juntos te venceremos". - "Defender valores en los cuales nos reflejamos". - Semillas de plantas en peligro de extinción. - "El pasado nos puede salvar - Cosecha de agua". - "Sallqa Pacha Perú". - "Renacer" (Objeto sobre el COVID-19). - Informe Final de la Comisión de la Verdad y la Reconciliación. - "El recuerdo como expresión" (Objeto de arte y arte popular). - Mascarilla. - Retablo del Bicentenario. - Ecoladrillo. - Álbum de colección de la Serie numismática "Riqueza y orgullo del Perú". - Receta Autóctona. - Importancia de la vida y por qué apreciarla (Objeto sobre el COVID-19). - Numismática peruana. - "K’uychi y el Awki" - Libro Bilingüe Ilustrado - "Futureandio" (Objeto de arte y arte popular). - Objeto inspirado en el Tren Macho de Huancavelica 1926. - Costumbres folclóricas en el Valle del Mantaro. - REMEDIAPP (Objeto de Ciencia y Tecnología). - Contribución de las científicas peruanas. - Compendio de historietas testimoniales de la diversidad adolescente durante la pandemia COVID-19. - Héroes en la pandemia. - Los libros que transmitieron la realidad peruana por centenarios. - La Bomba Lima del Bicentenario del Perú (Objeto de la Compañía Nacional de Bomberos Voluntarios Lima N°4). - Camiseta de la Selección de fútbol del Perú y mascarilla rojiblanca. - "Un sol de cultura nacional" (Creaciones literaria). - Microplásticos. - "Kichwa Warmi" (Objeto en relación con la equidad de género). - Manto divino en honor a las Cruces de Mayo. - "El Perú necesitará siempre de los mejores funcionarios" (Objeto en relación con los valores ciudadanos). - LETS-Ladrillos Ecotecnológicos. - El detrás de una mascarilla (Objeto sobre el COVID-19). - Un antes y un después: Una realidad distinta (Objeto sobre el COVID-19). - Libro "Casa de Todos" (Objeto sobre el COVID-19). - Héroes y heroínas de la peruanidad (Objeto en relación con los valores ciudadanos). - Resistencia en el arte de Tablas de Sarhua en tiempos de Covid-19. - Chica Mochica y huacos travestis. - Quipus funerarios de Cuspón. - "Morir por la patria" (Creaciones literaria). - Libros cartoneros infantiles en Quechua. - Música popular Chicha. - Cédula de votación entre Pedro Castillo y Keiko Fujimori. - Revistas. - Discos artísticos (Lucha Reyes, entre otros.) - Antología de poemas de César Vallejo musicalizados por Juan Bautista Font. |

## Sellado
El 20 de julio de 2021, en el marco de las celebraciones por el Bicentenario de la Independencia del Perú, en el Museo Nacional de Arqueología, Antropología e Historia del Perú se llevó a tres importantes actividades: el sellado de la Semilla del Tiempo del Bicentenario, la inauguración de la Sala Independencia y la presentación de los sellos alusivos al Bicentenario. Es por ello, que se contó con la participación del entonces ministro de Cultura, Alejandro Neyra; la directora ejecutiva del Proyecto Especial Bicentenario, Laura Martínez Silva y el director del Museo Nacional de Arqueología, Antropología e Historia del Perú, Rafael Varón Gabai.
El expresidente Francisco Sagasti estuvo presente mediante un video previamente grabado y que fue transmitido durante la ceremonia por medio del cual dejó un mensaje de aliento a los peruanos y peruanas del 2121.

"Hoy dejamos a nuestros compatriotas del siglo XXII un Perú más digno, más inclusivo y solidario que el que encontramos hace unos cuantos años atrás, a pesar de nuestras diferencias nos une un pasado con un infinito amor por nuestra patria, que será más profundo en el año 2121"
Francisco Sagasti, expresidente de la República; en la ceremonia de sellado de la Semilla del Tiempo del Bicentenario.

En el Patio del Bicentenario de la Independencia, se procedió con el sellado de la Semilla del Tiempo del Bicentenario, una cápsula de acero que preservar mensajes y objetos del Perú del Bicentenario, asimismo, esta permanecerá cerrada hasta el 2121 y será abierta para la conmemoración del Tricentenario de la Independencia del Perú. El exministro de cultura, Alejandro Neyra; manifestó lo siguiente:

"Esta semilla es un llamado de esperanza y optimismo en medio de esta pandemia, en medio de este contexto del Bicentenario. Queremos que esta semilla florezca y que sus frutos puedan darse a nuestros hijos y nietos y a quienes les toque abrir esta semilla en el 2121, encuentren un país mejor"
Alejandro Neyra, exministro de cultura; en la ceremonia de sellado de la Semilla del Tiempo del Bicentenario.

Posteriormente, se inauguró la Sala Independencia del Museo Nacional de Arqueología, Antropología e Historia del Perú, la misma que recorre el proceso independentista, desde las primeras gestas libertarias hasta la declaración de la independencia y las últimas acciones con las que se consolidó la soberanía nacional. Mediante una nueva propuesta museográfica, hace un énfasis en la participación de diversos grupos en el proceso independentista como las mujeres, población indígena y afroperuana, entre otros. La exposición se ha construido a partir del acervo de la Colección de Historia y del Archivo Histórico del MNAAHP, que albergan bienes y documentos de la época colonial y republicana, extendiéndose del siglo XVI al siglo XX y se exponen a la comunidad mediante una museografía moderna que invita al visitante a mirar la sala y a nuestro patrimonio con una intención dialogante.
Finalmente, el exministro Neyra presentó el matasellado de los sellos postales conmemorativos a los próceres de la independencia: Túpac Amaru II, Micaela Bastidas, Juan Santos Atahualpa, Tomasa Tito Condemayta, Mariano Melgar Valdivieso, María Parado de Bellido, José Faustino Sánchez Carrión y José Olaya. Para esta ceremonia contó con la participación del exministro del Ambiente, Gabriel Quijandría; la entonces viceministra de Patrimonio Cultural e Industrias Culturales e Industrias Culturales, Leslie Urteaga; la exviceministra de Interculturalidad, Ángela Acevedo; la directora del Proyecto Especial Bicentenario, Laura Martínez; el director del MNAAHP, Rafael Barón; el alcalde de Pueblo Libre, Stephen Haa; el presidente del directorio de Serpost, Enrique López de Romaña; el director de la Biblioteca Nacional del Perú, Ezio Neyra; y otras autoridades.

## Regiones
De igual modo, las 25 regiones del país recibieron una Semilla del Tiempo del Bicentenario, con la finalidad de encapsular objetos y mensajes de interés histórico regional para ser abierta en el año 2121, durante la conmemoración del Tricentenario de la Independencia Nacional. Estas cápsulas tienen forma de un balón de gas de acero inoxidable con el logotipo del Bicentenario y fecha grabadas sobre ella, en un diámetro de 408 mm x altura 650mm.
| Semilla del Tiempo del Bicentenario en las regiones | Semilla del Tiempo del Bicentenario en las regiones                    | Semilla del Tiempo del Bicentenario en las regiones | Semilla del Tiempo del Bicentenario en las regiones | Semilla del Tiempo del Bicentenario en las regiones |
| Región                                              | Lugar                                                                  | Fecha de Sellado                                    | Objetos                                             | Referencias                                         |
| --------------------------------------------------- | ---------------------------------------------------------------------- | --------------------------------------------------- | --------------------------------------------------- | --------------------------------------------------- |
| Amazonas                                            | Plazuela de la Independencia, Chachapoyas                              | 27 de julio                                         | [ nota 1 ]                                          | -                                                   |
| Áncash                                              | Plaza de Armas de Huaraz                                               | 27 de julio                                         | [ nota 2 ]                                          | [ 11 ]                                              |
| Apurímac                                            | Museo Arqueológico y Antropológico de Apurímac - Casa Hacienda Illanya | 19 de julio                                         | [ nota 3 ]                                          | [ 12 ]                                              |
| Arequipa                                            | Museo Histórico Municipal de Arequipa                                  | 26 de julio                                         | [ nota 4 ]                                          | [ 13 ] [ 14 ]                                       |
| Ayacucho                                            | Plaza de Armas de Ayacucho                                             | 26 de julio                                         | [ nota 5 ]                                          | [ 15 ]                                              |
| Cajamarca                                           | Plazuela Amalia Puga de Lozada                                         | 27 de julio                                         | [ nota 6 ]                                          | [ 16 ]                                              |
| Callao                                              | Museo de la Fortaleza del Real Felipe                                  | 27 de julio                                         | [ nota 7 ]                                          | [ 17 ]                                              |
| Cuzco                                               | Plaza San Francisco                                                    | 23 de julio                                         | [ nota 8 ]                                          | [ 18 ] [ 19 ]                                       |
| Huancavelica                                        | Plaza de Armas de Huancavelica                                         | 27 de julio                                         | [ nota 9 ]                                          | [ 20 ]                                              |
| Huánuco                                             | Plaza de Armas de Huánuco                                              | 27 de julio                                         | [ nota 10 ]                                         | [ 21 ] [ 22 ]                                       |
| Ica                                                 | Edificio del Gobierno Regional de Ica                                  | 14 de julio                                         | [ nota 11 ]                                         | [ 23 ]                                              |
| Ica                                                 | Alameda del Templo del Señor de Luren                                  | 28 de julio                                         | [ nota 12 ]                                         | [ 24 ] [ 25 ]                                       |
| Junín                                               | Plaza de la Constitución                                               | 27 de julio                                         | [ nota 13 ]                                         | [ 26 ]                                              |
| La Libertad                                         | Obelisco del Bicentenario                                              | 27 de julio                                         | [ nota 14 ]                                         | [ 27 ] [ 28 ]                                       |
| Lambayeque                                          | Parque Principal de Chiclayo                                           | 27 de julio                                         | [ nota 15 ]                                         | -                                                   |
| Lima                                                | Museo Nacional de Arqueología, Antropología e Historia del Perú        | 20 de julio                                         | [ nota 16 ]                                         | [ 8 ]                                               |
| Lima                                                | Alameda de la Peruanidad, San Borja                                    | 20 de julio                                         | [ nota 17 ]                                         | [ 17 ]                                              |
| Lima                                                | Balcón de Huaura, Huaura                                               | 27 de julio                                         | [ nota 18 ]                                         | -                                                   |
| Loreto                                              | -                                                                      | -                                                   | -                                                   | -                                                   |
| Madre de Dios                                       | -                                                                      | 26 de julio                                         | [ nota 19 ]                                         | [ 29 ]                                              |
| Moquegua                                            | Museo José Carlos Mariátegui                                           | 21 de julio                                         | [ nota 20 ]                                         | [ 30 ]                                              |
| Pasco                                               | Plaza Mayor de Oxapampa                                                | 6 de agosto                                         | [ nota 21 ]                                         | [ 31 ] [ 32 ]                                       |
| Piura                                               | -                                                                      | -                                                   | -                                                   | -                                                   |
| Puno                                                | Museo Carlos Dreyer                                                    | 27 de julio                                         | [ nota 22 ]                                         | [ 33 ]                                              |
| San Martín                                          | Plaza de Armas de Moyobamba                                            | 27 de julio                                         | [ nota 23 ]                                         | [ 34 ]                                              |
| Tacna                                               | Casa Museo Basadre                                                     | 26 de julio                                         | [ nota 24 ]                                         | [ 35 ]                                              |
| Tumbes                                              | Plaza de Armas de Tumbes                                               | 27 de julio                                         | [ nota 25 ]                                         | [ 36 ]                                              |
| Ucayali                                             | Plaza de Armas de Pucallpa                                             | 27 de julio                                         | [ nota 26 ]                                         | [ 37 ]                                              |